# عباس‌قولالار، گران‌بوی
عباس‌قولالار (به لاتین: Abbasqulular) یک منطقه مسکونی در جمهوری آذربایجان است که در شهرستان گران‌بوی واقع شده است. این روستا ۴۹۵ نفر جمعیت دارد.